# كريس كليمنتس (مقاتل)
كريس كليمنتس (بالإنجليزية: Chris Clements؛ مواليد 9 فبراير 1976) هو مُقاتل فنون قتالية مختلطة كندي مُعتزل.

## وصلات خارجية
- كريس كليمنتس (مقاتل) على موقع يو إف سي (الإنجليزية)
- كريس كليمنتس (مقاتل) على موقع شيردوغ (الإنجليزية)
- كريس كليمنتس (مقاتل) على موقع إي إس بي إن (الإنجليزية)